# 沃爾希女男爵賽伊達·沃爾希
賽伊達·候賽因·沃爾希，沃爾希女男爵 PC （1971年3月28日—）是英国女律師、政治家及上議院成員。
沃爾希出生在一個居住在西约克郡的巴基斯坦移民家庭。毕业后在英格蘭及威爾斯皇家檢控署擔任事務律師。2004年，她离开檢控署後參選英国国会但最終落選。2007年，沃爾希獲得終身貴族身分並被封為沃爾希女男爵。